# Polimorfizm białek
Polimorfizm białek (polimorfizm białkowy) – zjawisko występowania co najmniej dwóch form strukturalnych (tzw. izoform) danego białka. Polimorficzne enzymy określa się osobnym terminem izoenzymy.
Polimorfizm białkowy i antygenowy znalazł zastosowanie w hodowli zwierząt:
- kontrola pochodzenia
- określenie podobieństw i różnic pomiędzy poszczególnymi populacjami i rasami zwierząt
- poznanie konfliktu serologicznego między matką a płodem
- wykorzystywanie jako markerów cech użytkowych zwierząt.

Poszczególne frakcje białka odróżnia się za pomocą elektroforezy na różnych nośnikach, np. elektroforezą na bibule ustalono u bydła dwa typy hemoglobiny A i B.